# Rémi Cusin
Rémi Cusin (Saint-Julien-en-Genevois, 3 febbraio 1986) è un ex ciclista su strada francese, professionista dal 2009 al 2013.

## Palmarès

### Strada
- 2007 (VC Vaulx-en-Velin, due vittorie)

Grand Prix de Cours-la-Ville
Grand Prix de Blangy-sur-Bresle
- 2008 (VC Vaulx-en-Velin, una vittoria)

1ª tappa Tour de Franche-Comté (Beaucourt > Besançon)
- 2011 (Cofidis, una vittoria)

2ª tappa Post Danmark Rundt (Grindsted > Aarhus)

## Piazzamenti

### Grandi Giri
- Giro d'Italia

2010: 82º

### Classiche monumento
- Milano-Sanremo

2012: 76º
- Parigi-Roubaix

2009: ritirato
- Liegi-Bastogne-Liegi

2011: ritirato
2012: 41º
2013: 104º

### Competizioni mondiali
- Campionati del mondo su strada

Varese 2008 - In linea Under-23: ritirato